# Guarapuava (tiểu vùng)
Guarapuava là một tiểu vùng thuộc bang Paraná, Brasil. Tiều vùng này có diện tích 16101 km², dân số năm 2007 là 363232 người.